# Fujiwara no Tameie
Fujiwara no Tameie (藤原?  1198-1275) fue un poeta japonés y compilador de antologías imperiales.

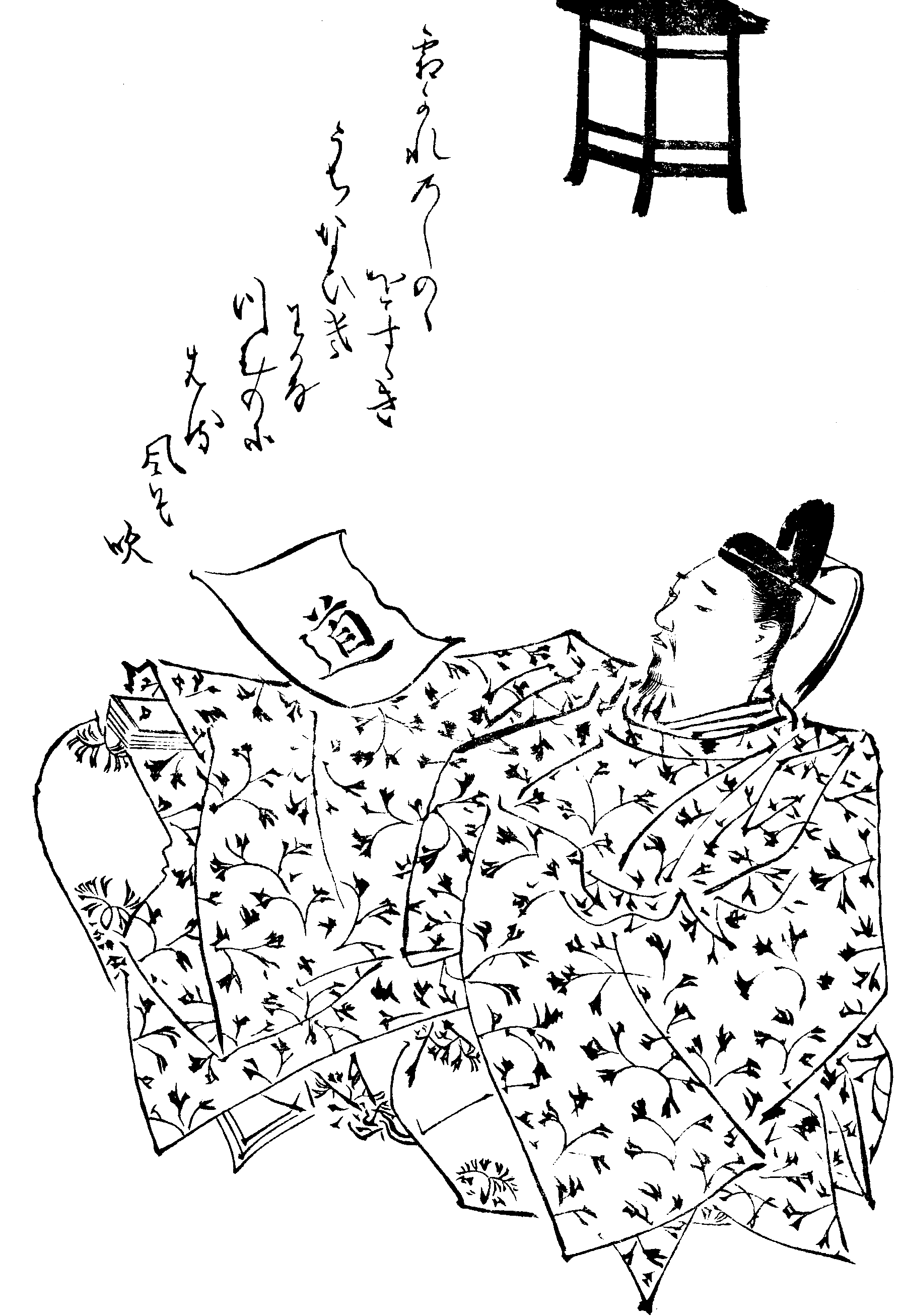
Fujiwara no Tameie según un dibujo de Kikuchi Yōsai para su colección de biografías Zenken Kojitsu (1878).

Tameie fue el segundo hijo de los poetas Teika y Abutsuni; y fue la figura central en un círculo de poetas japoneses después de la guerra Jōkyū en 1221. Sus tres hijos fueron Nijō Tameuji, Kyōgoku Tamenori y Reizei Tamesuke, que establecieron familias rivales de poetas: los Nijō, los Koyōgoku y los Reizei.
Al comenzar 1250, Tameie era uno de los que ocupaba la oficina ritsuryō del administrador del Ministerio de Impuestos  (民部卿 Minbu-kyō?). En 1256,  abandonó la vida pública para transformarse en monje budista, tomando el nombre de Minbukyō-nyūdō.

## Obras seleccionadas
Tameie publicó escritos que abarcan 23 trabajos en 28 publicaciones en 1 idioma y 124 bibliotecas.
- 2002 - Antología de Poemas  (藤原為家全歌集 Fujiwara Tameie zenkash?), OCLC 050635854.